# Baru (Sungai Tenang)
Baru is een bestuurslaag in het regentschap Merangin van de provincie Jambi, Indonesië. Baru telt 626 inwoners (volkstelling 2010).